# Castlerea
Castlerea (en gaèlic irlandès An Caisleán Riabhach) és una vila d'Irlanda, al comtat de Roscommon, a la província de Connacht. Castlerea podria provenir de l'irlandès Caisleán Riabhach (castell tigrat) o Caisleán Rí (castell del rei). La vila es troba als marges del riu Suck i del riu Francis, ambdós tributaris del riu Shannon.

## Història
Clonalis House, que es troba a l'oest de la ciutat, fou el casal dels Ó Conchubhair Donn (O'Connor), els darrers grans reis d'Irlanda i que afirmen ser descendents de Federach el Just (75 aC). La mansió fou construïda en 1878 i té 45 habitacions; allí es guarda una gran col·lecció de records de la família. El 1871 tenia 1.146 habitants.
En el segle xvii les terres dels O'Connor foren expropiades i entregades a Theophilus Sandford, que cap al 1640 va construir Castlerea House allí on hi havia el casal dels O'Connor, juntament amb una destil·leria i una cerveseria. La propietat fou adquirida durant el segle XX per la Irish Land Comission i actualment bona part és un parc públic.
L'11 de juliol de 1921 van disparar al carrer Saint Patrick contra el sergent del RIC James King, qui va morir poc després degut a les ferides. En acabar el dia es va decretar una guerra entre les tropes britàniques i l'Exèrcit Republicà Irlandès, de manera que fou l'últim mort a trets de la Guerra angloirlandesa.

## Agermanaments
- Solac de Mar
- Newark (Nova Jersey)

## Personatges il·lustres
- Douglas Hyde
- William Wilde

## Galeria d'imatges

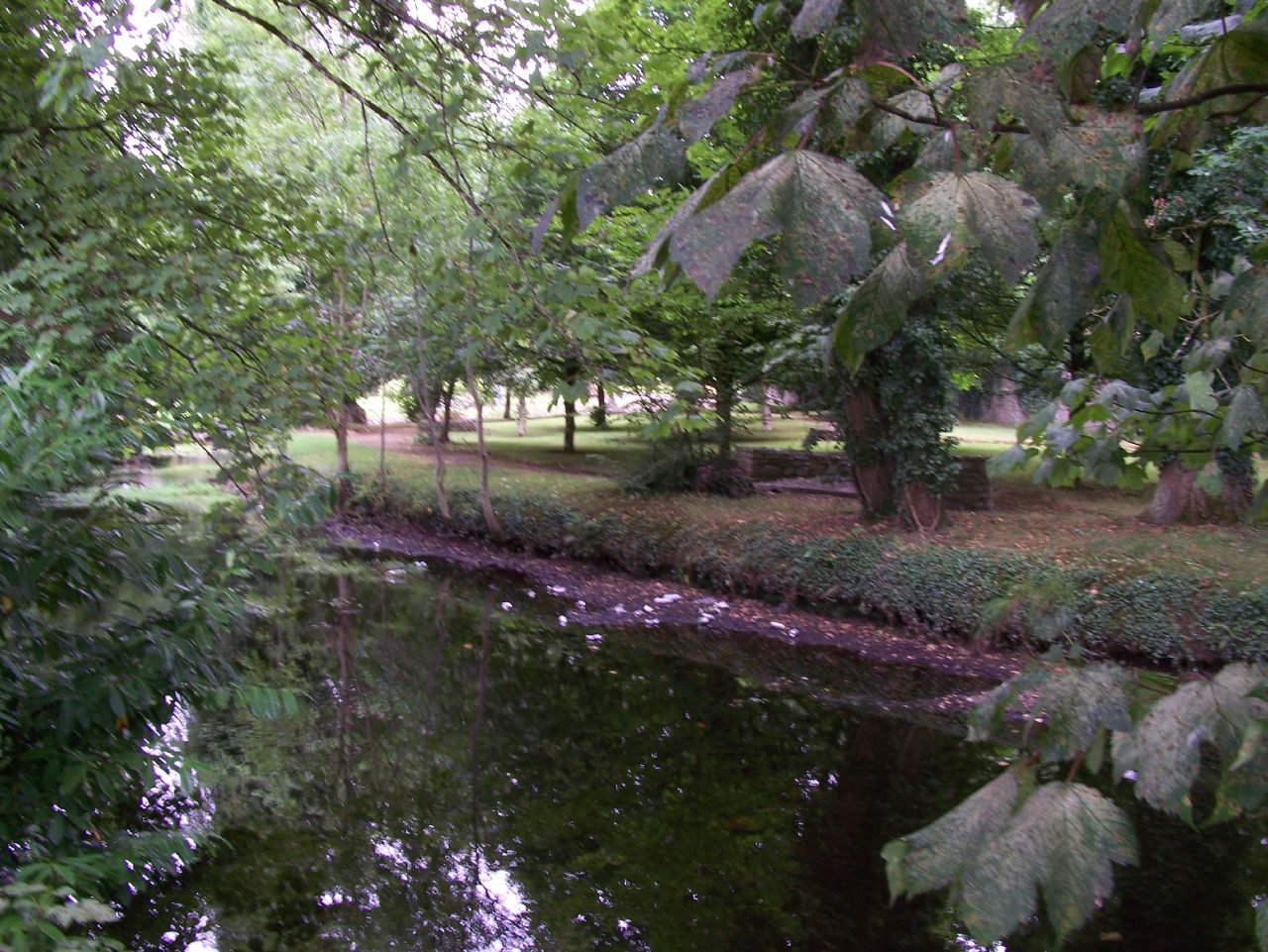
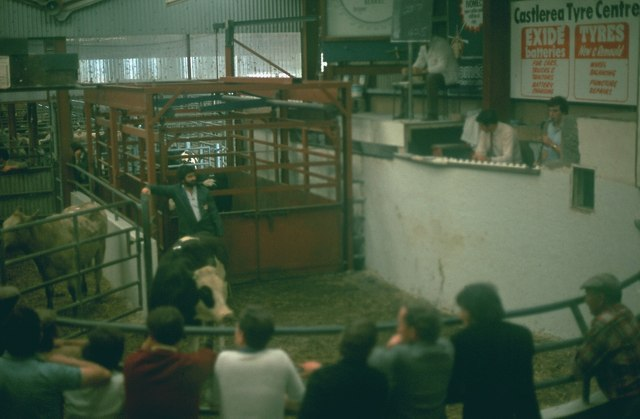
Mercat de ramat

## Clima
|                                              | Gan | Feb | Mar | Abr | Mai | Jun | Jul | Ago | Set | Oct | Nov | Des | Any   |
| -------------------------------------------- | --- | --- | --- | --- | --- | --- | --- | --- | --- | --- | --- | --- | ----- |
| Mitjana de la temperatura màxima diària (°C) | 10  | 11  | 12  | 14  | 18  | 20  | 23  | 23  | 19  | 16  | 12  | 11  | 15.75 |
| Mitjana de la temperatura mínima diària (°C) | -3  | -2  | 0   | 1   | 4   | 7   | 9   | 8   | 6   | 3   | 0   | 0   | 2.75  |
| Mitjana de pluges (mm)                       | 80  | 50  | 60  | 50  | 60  | 60  | 60  | 80  | 70  | 80  | 70  | 80  | 800   |
| Font: Yahoo! Weather                         |     |     |     |     |     |     |     |     |     |     |     |     |       |